# Championnat de France de roller in line hockey 2012-2013
 (septembre 2013).
Navigation
Édition précédente Édition suivante
La saison 2012-2013 est la 18e saison du championnat de France de roller in line hockey, qui porte cette saison le nom de Ligue Élite. Les Artzak d'Anglet sont les champions en titre. 10 équipes prennent part à la compétition, dont deux équipes promues de Nationale 1 : Rouen et Moreuil.

## Ligue Élite

### Équipes engagées
| \| Amiens Angers Anglet Caen Grenoble Moreuil Paris Rethel Rouen Villeneuve-la-Garenne \| Localisation des clubs engagés dans le championnat. |
| Amiens Angers Anglet Caen Grenoble Moreuil Paris Rethel Rouen Villeneuve-la-Garenne                                                           |

- Diables de Rethel
- Hawks d'Angers
- Ecureuils d'Amiens
- Yéti's de Grenoble
- Artzak d'Anglet
- Corsaires de Paris XIII
- Fous du bitume de Villeneuve
- Conquérants de Caen
- Outlaws de Moreuil, promus de Nationale 1
- Spiders de Rouen, promus de Nationale 1

### Déroulement de la saison
Le championnat se déroule sous la forme d’une compétition en matchs aller-retour, avec une phase de qualification (saison régulière) et des phases finales (séries éliminatoires ou playoffs). Une victoire dans le temps règlementaire rapporte 3 points, une défaite 0 point. En cas d'égalité, chaque équipe gagne un point, et l'équipe gagnante à l'issue de la prolongation ou des tirs au but gagne un 2e point.
À l'issue de la saison régulière, les 6 premières équipes sont qualifiées pour les séries éliminatoires, qui se jouent en matchs aller-retour avec élimination. Le résultat de chaque série est établi à la différence de but des 2 rencontres. Les équipes classées 3e et 4e rencontrent respectivement les équipes classées 6e et 5e. Les vainqueurs de ces deux matches rencontrent respectivement en demi-finale les équipes classées 2e et 1er. Le vainqueur de la finale est déclaré champion de France.
Les équipes classées 9e et 10e sont reléguées en Nationale 1

### Classement

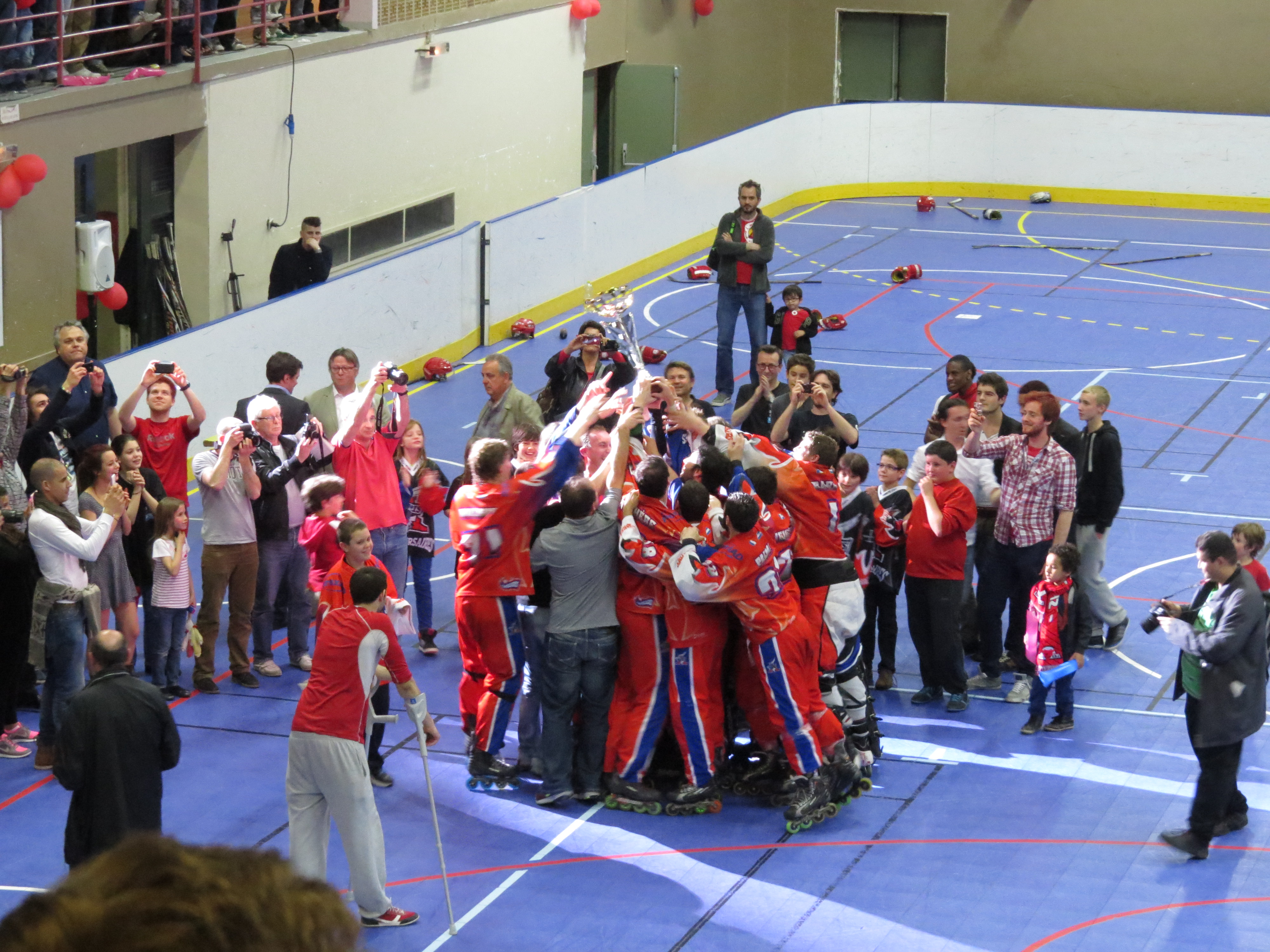
Victoire de Paris en finale

| Clt   | Équipe     | PJ | V  | VP | D  | N | DP | BP  | BC  | Pts |
| ----- | ---------- | -- | -- | -- | -- | - | -- | --- | --- | --- |
| +001, | Rouen      | 18 | 13 | 1  | 4  | 0 | 0  | 108 | 75  | 41  |
| +002, | Villeneuve | 18 | 11 | 0  | 5  | 0 | 2  | 95  | 72  | 35  |
| +003, | Angers     | 18 | 9  | 1  | 8  | 0 | 0  | 82  | 78  | 29  |
| +004, | Paris XIII | 18 | 8  | 1  | 6  | 0 | 3  | 98  | 106 | 29  |
| +005, | Grenoble   | 18 | 8  | 1  | 7  | 2 | 0  | 73  | 61  | 28  |
| +006, | Anglet     | 18 | 8  | 1  | 7  | 1 | 1  | 108 | 87  | 28  |
| +007, | Amiens     | 18 | 7  | 1  | 10 | 0 | 0  | 72  | 79  | 23  |
| +008, | Rethel     | 18 | 10 | 0  | 2  | 1 | 0  | 87  | 68  | 21  |
| +009, | Caen       | 18 | 4  | 1  | 12 | 0 | 1  | 70  | 113 | 15  |
| +010, | Moreuil    | 18 | 2  | 1  | 14 | 0 | 1  | 80  | 144 | 9   |

- Qualifié pour les demi-finales
- Qualifié pour les quarts de finale
- Relégué en Nationale 1